# Udim
Udim [výslovnost Udym] (hebrejsky אוּדִים, v oficiálním přepisu do angličtiny Udim) je vesnice typu mošav v Izraeli, v Centrálním distriktu, v Oblastní radě Chof ha-Šaron.

## Geografie
Leží v nadmořské výšce 15 metrů v hustě osídlené a zemědělsky intenzivně využívané pobřežní nížině, respektive Šaronské planině. Nalézá se poblíž místa, kde do moře ústí tok Nachal Poleg, s dochovaným fragmentem původních písečných dun a místní vegetace. Do Nachal Poleg zde od severovýchodu ústí krátké vádí Nachal Udim.
Obec se nachází 1 kilometr od břehu Středozemního moře, cca 20 kilometrů severoseverovýchodně od centra Tel Avivu, cca 63 kilometrů jihojihozápadně od centra Haify a 9 kilometrů severně od města Herzlija. Mošav leží nedaleko jižního okraje města Netanja, se kterým je stavebně propojen. Udim obývají Židé, přičemž osídlení v tomto regionu je etnicky převážně židovské.
Udim je na dopravní síť napojen pomocí dálnice číslo 2.

## Dějiny
Udim byl založen v roce 1948. Jeho zakladateli byla skupina Židů z Evropy, kteří přežili holokaust. Název mošavu je inspirován citátem z biblické Knihy Zacharjáš 3,2 - „Hospodin však satanovi řekl: „Hospodin ti dává důtku, satane, důtku ti dává Hospodin, který si vyvolil Jeruzalém. Což to není oharek vyrvaný z ohně?“ A rovněž odkazuje na holokaust.
Místní ekonomika je založena na zemědělství (citrusy, brambory).

## Demografie
Podle údajů z roku 2014 tvořili naprostou většinu obyvatel v Udim Židé (včetně statistické kategorie "ostatní", která zahrnuje nearabské obyvatele židovského původu ale bez formální příslušnosti k židovskému náboženství).
Jde o menší sídlo vesnického typu s dlouhodobě rychle rostoucí populací. K 31. prosinci 2014 zde žilo 1281 lidí. Během roku 2014 populace stoupla o 2,4 %.
| Rok            | 1948 | 1961 | 1972 | 1983 | 1995 | 2001 | 2003 | 2004 | 2005 | 2006 | 2007 | 2008 | 2009 | 2010 | 2011 | 2012 | 2013 | 2014 |
| -------------- | ---- | ---- | ---- | ---- | ---- | ---- | ---- | ---- | ---- | ---- | ---- | ---- | ---- | ---- | ---- | ---- | ---- | ---- |
| Počet obyvatel | 41   | 357  | 392  | 362  | 523  | 638  | 683  | 742  | 789  | 822  | 835  | 881  | 1198 | 1278 | 1231 | 1229 | 1251 | 1281 |